# Операція «Конрад III»
Операція «Конрад III» (нім. Unternehmen Konrad III) — наступальна операція німецько-угорських військ у ході Будапештської битви за часів німецько-радянської війни. Операція «Конрад» складалася з трьох складових: «Конрад I», «Конрад II» і «Конрад III» і мала за мету прорив потужним танковим угрупованням країн Осі облоги Будапешту, оточеного радянськими військами 3-го Українського фронту маршала Радянського Союзу Федора Толбухіна. Третя частина цього комплексного контрнаступу розпочалася 18 січня 1945 року. Досягнувши повної несподіванки, IV танковий корпус СС СС-обергрупенфюрера Герберта Гілле, за підтримки Люфтваффе за два дні прорвав оборону радянської 4-ї гвардійської армії, знищивши на ділянці прориву сотні радянських танків, 19 січня прорвався до Дунаю і за чотири дні відвоював 400 квадратних кілометрів території. Після дев'яти днів боїв і знищення есесівцями двох третин радянських танків у всьому 3-му Українському фронті 26 січня німецький наступ був зупинений радянськими резервами за 25 кілометрів від Будапешта.

## Історія
Радянський 3-й Український фронт взяв на себе основний удар 6-ї німецької армії. На вістрі удару був IV танковий корпус СС, який у складі трьох танкових дивізій у взаємодії з III танковим корпусом на початку наступу мав у своєму складі 376 боєздатних танків та штурмових гармат. 4-та гвардійська армія, яка мала лише 250 бойових танків та САУ, через погану розвідку, яка не змогла повністю виявити перекидання IV танкового корпусу СС у смузі дії армії. Розвідувальні відділи 2-го і 3-го Українських фронтів помилково вважали, що IV танковий корпус СС перекидається в західну Угорщину.
Користуючись підтримкою німецької авіації, атака IV танкового корпусу СС стала повною несподіванкою: позиції радянської 4-ї гвардійської армії були прорвані менш ніж за два дні, оскільки 3-тя і 5-та танкові дивізії СС були озброєні танками «Пантера», що якісно перевершували танки Т-34. У перших же зіткненнях німецькі панцерваффе швидко знищили багато радянських танків. Радянський 18-й танковий корпус і 130-й стрілецький корпуси потрапили в оточення, а контрнаступ 7-го механізованого корпусу був розгромлений ударом есесівських танків. Але, німцям не вистачало піхотних підрозділів, щоб швидко ліквідувати «мішки», в які потрапили радянські формування, тому значній частині радянських військ пощастило вирватися з оточення та прорватися до головних сил. До кінця першого дня операції на лінії фронту було створено прорив шириною 30 кілометрів і глибиною 60 кілометрів, і 19 січня танки СС вийшли до Дунаю, розділивши радянські сили в Задунайському регіоні на дві частини. До 21 січня німці захопили 400 квадратних кілометрів території, досягнення, яке можна порівняти з початковими досягненнями німців під час Арденнського наступу на Західному фронті в грудні 1944 року.
Ситуація на радянських опорних пунктах через Дунай межувала з панікою. Під постійними атаками авіації Люфтваффе, 40 000 радянських військових і велика кількість військового озброєння та техніки була перекинута на східний берег, щоб уникнути їхнього попадання в руки Німеччини. 22 січня після бою угорське місто з населенням 40 000 мешканців, Секешфегервар, ключовий вузол комунікацій було захоплено німецько-угорськими військами.
На ранок 20 січня між IV танковим корпусом СС і обложеним гарнізоном країн Осі в Будапешті не залишилося радянських військ. Командування 3-го Українського фронту терміново перекинуло 5-й гвардійський кавалерійський корпус зі 100 танками, 360 артилерійськими системами, трьома протитанковими і шістьма змішаними артилерійськими полками для ліквідації прориву вермахту. Перегрупування резервів відбулося вчасно. 20 січня після 60-кілометрового маршу підкріплення прибули на загрозливий напрям. А оскільки німці також зазнали значних людських і матеріальних втрат у боях з танковими силами 4-ї гвардійської армії, й мали критичний рівень палива та боєприпасів і ще не контролювали Секешфегервар.
Додатково Червона армія ввела в битву 1-й механізований корпус, який вступив у битву з есесівськими дивізіями, що уповільнило просування німецьких військ. Унаслідок цього ударне угруповання було перенаправлено на північний схід до озера Веленце. 3-тя танкова дивізія СС «Тотенкопф» з боями прорвала оборонні позиції радянських військ та до 26 січня виявилася на відстані 25 кілометрів від Будапештського «мішку». 1-ша танкова дивізія прорвала радянські оборонні рубежі біля Валу і встановила радіозв'язок із захисниками Будапешта. Потім командувач 6-ї армії Герман Бальк наказав відступити, що викликало обурення Герберта Гілле, командира IV танкового корпусу СС. Основною причиною наказу Балька була відсутність достатньої кількості піхотних частин у складі корпусу, що ставило під загрозу його лінії комунікацій та неспроможність утримувати зайняті ціною великих втрат позиції.